# Bundesautobahn 44
Bundesautobahn 44 (em português: Auto-estrada Federal 44) ou A 44, é uma auto-estrada na Alemanha.
A Bundesautobahn 44 tem 266 km de comprimento.

## Estados
Estados percorridos por esta auto-estrada:
- Renânia do Norte-Vestfália
- Hessen
- Turíngia